# Thylactus analis
Thylactus analis är en skalbaggsart som beskrevs av Franz 1954. Thylactus analis ingår i släktet Thylactus och familjen långhorningar. Inga underarter finns listade i Catalogue of Life.